# 문오장
문오장(文五長, 1938년 3월 13일~1999년 9월 9일)은 대한민국의 성우, 배우, 목사였다.

## 학력
- 1959년 대동상업고등학교 졸업
- 1971년 경희대학교 상학과 학사(60학번)

## 작품

### 드라마
- 맥토
- 조총련
- 노동당
- 북간도
- 꽃피는 팔도강산
- 삼포가는 길
- 탑
- 적도전선
- 빛과 사슬
- 아리수별곡
- 초혼가

### 영화
- 황혼의 부르스
- 팔도사나이
- 남과 여
- 국회 푸락치
- 특별수사본부 외팔이 김종원
- 악마의 제자들
- 여자정신대
- 증언
- 명동에 흐르는 세월
- 진짜 진짜 미안해
- 진짜 진짜 잊지마
- 비바리
- 인왕산 호랑이
- 광녀
- 조총련
- 풍운아 팔불출
- 간난이
- 광화문통 아이
- 나는 할렐루야 아줌마였다
- 거지왕 김춘삼
- 야광주

### 연극
- 멕배드
- 리어왕
- 베니스의 상인

## 수상
- 1996년 SBS 연기대상 특별상
- 1975년 백상예술대상 TV부문 남자연기상